# 嘎丁寺
嘎丁寺（藏語：དགའ་ལྡན་དགོན།，威利转写：dga' ldan dgon），也作尕旦寺，位于中国青海省玉树藏族自治州囊谦县毛庄乡的一座藏传佛教寺庙，地处毛庄乡政府驻地东南约10千米的子曲河畔。嘎丁寺最早由拔绒噶举派弟子普从然丁于公元1300年创建，1536年改奉宁玛派。清顺治九年（1652年）第五世达赖喇嘛罗桑嘉措从北京回藏，途经嘎丁寺，改奉为格鲁派寺院。寺院主要供奉宗喀巴。

嘎丁寺1998年12月22日公布为第六批青海省文物保护单位，类型为古建筑，历史年代为明。